# ドゥープ
ドゥープ（Doop）はアムステルダム出身の Ferry Ridderhof （1963年8月24日 - ）とロッテルダム出身の Peter Garnefski （1964年5月18日 - ）からなるオランダ出身の音楽ユニット。
1993年、音楽プロデューサー二人の匿名ユニットとしてシングル『Doop』でデビュー。イギリスのポップ・チャートでナンバー1を獲得している。

## ディスコグラフィ

### シングル
- Doop（1993年）
- Doop Mania （1994年）
- Huckleberry Jam（1994年）
- Wan Too!（1995年）
- Ridin'（1996年）

### アルバム
- Circus Doop（1995年）
- Doop Mania - L'Album Des Remixes （2007年）